# Industrie pétrolière en Azerbaïdjan
 (juillet 2022).

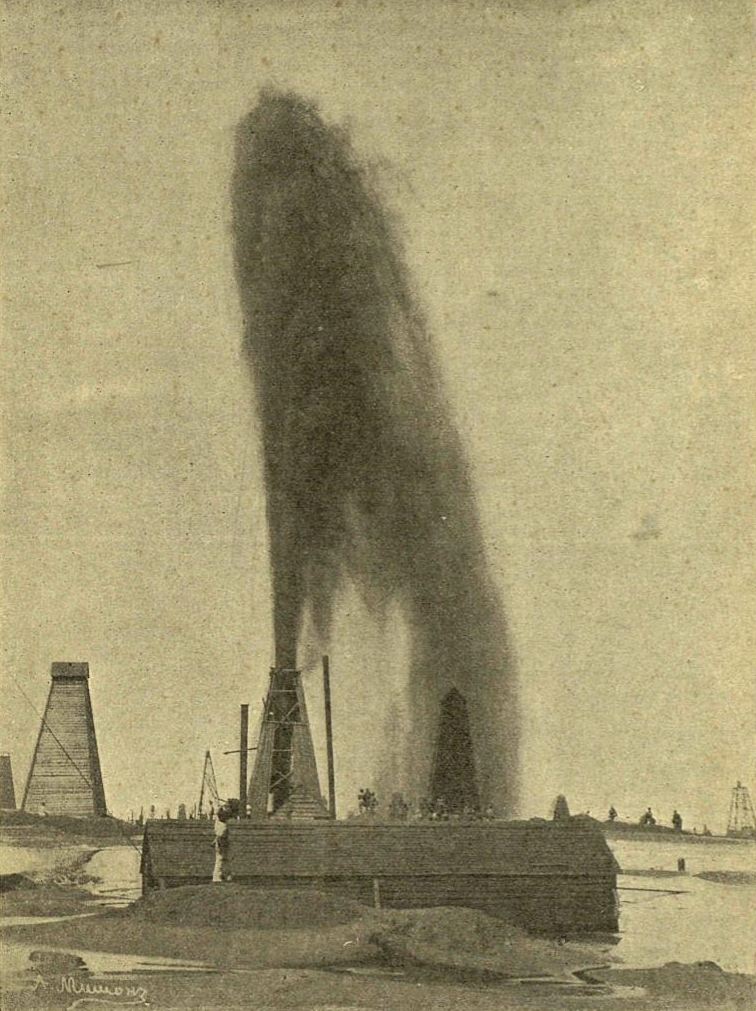
Puits de pétrole à Balakhani

L'industrie pétrolière en Azerbaïdjan produit environ 873 260 barils (138 837 m3) de pétrole par jour et 29 milliards de mètres cubes de gaz par an en 2013.
L'Azerbaïdjan est l'un des lieux de naissance de l'industrie pétrolière. Son histoire est liée aux fortunes du pétrole.

## Histoire ancienne
Il existe des preuves de l'utilisation du pétrole dans le commerce dès les IIIe et IVe siècles. Des informations sur la production d'huile sur la péninsule d'Abcheron peuvent être trouvées dans les manuscrits de la plupart des auteurs arabes et persans.
Le paragraphe suivant du voyageur Marco Polo est censé être une référence à l'huile de Bakou : « Près de la frontière géorgienne il y a une source d'où jaillit un flot d'huile, dans une telle abondance qu'une centaine de navires peut charger là à la fois. Cette huile n'est pas bonne à manger ; mais c'est bon pour brûler et comme pommade pour les hommes et les chameaux atteints de démangeaison ou de croûte. Des hommes viennent de loin pour aller chercher cette huile, et dans tout le voisinage, aucune autre huile n'est brûlée à part cela ».
Le scientifique et voyageur turc de la seconde partie du XVIIe siècle, Evliya Çelebi, a rapporté que « la forteresse de Bakou était entourée de 500 puits, d'où provenait l'huile raffinée blanche et noire ».
La première description détaillée de l'industrie pétrolière de Bakou a été faite par Engelbert Kaempfer, secrétaire de l'ambassade de Suède en Perse (Iran) en 1683. Dans ses notes, il confirme l'existence de lieux où le gaz naturel se déverse à la surface.
Beaucoup de récits européens du XVIIIe et du XIXe siècle sur le Caucase se réfèrent au Temple du Feu de Bakou à Sourakhani, où le feu a été alimenté par du gaz naturel provenant d'une caverne située sous le site.

## Période pré-industrielle
En 1806, l'empire russe occupe le khanat de Bakou et prend le contrôle monopolistique de la production pétrolière. Plus tard, des droits exclusifs de production de pétrole ont été accordés à des particuliers, créant ainsi le système de bail de l'otkupchina perse.
À cette époque, les méthodes d'extraction de l'huile étaient très primitives - principalement des puits creusés à la main, forés à des profondeurs très faibles. Le volume de production de ces années peut être jugé à partir des données fournies en 1842 par la Chambre Caspienne du ministère de la Propriété du département d'État. Il se réfère à 136 puits autour d'Absheron, qui produisaient  3 760 mètres cubes par an, et cette huile était exportée en Perse, où elle était utilisée pour l'éclairage ainsi que dans les onguents et autres remèdes traditionnels.
En raison du monopole d'Otkupschina et de l'absence de demande croissante, la production annuelle de pétrole dans la première moitié du XIXe siècle est restée inchangée à 250-300 pouds (4-5 mille tonnes). En 1813, le nombre de puits producteurs était de 116, puis de 125 en 1825, de 120 en 1850 et de 218 en 1860. Le système Otkupschina signifiait que la production pétrolière était monopolisée par des individus qui ne voyaient aucune incitation à augmenter la production ou améliorer les méthodes de forage.
En 1846, sous la supervision du conseiller d'État, Semionov Alekseev a foré un puits de 21 m de profondeur à l'aide d'un mécanisme de forage primitif à percussion, à Bibiheybat, pour explorer le pétrole, avec des résultats positifs. Plus d'une décennie plus tard, le 27 août 1859, le « colonel » Edwin Drake a foré le pétrole pour la première fois sur le sol américain,.
Une petite industrie pétrochimique a vu le jour autour de Bakou, la demande de kérosène augmentant localement. Vasily Kokorev, Peter Gubonin et le baron allemand N.E. Tornow ont construit la première usine de kérosène à Sourakhany. L'usine était utilisée pour produire du kérosène en kir, une substance ressemblant à de l'asphalte. En 1859, N.I. Vitte, un pharmacien de Tbilissi, a construit la deuxième usine de production de paraffine sur l'île de Pirallahi.
En conséquence, il y a eu une vague d'activité financière et diverses sociétés et organisations bancaires ont été créées. En 1884, les barons du pétrole à Bakou ont créé leur propre organisation, le Oil Extractors Congress Council pour la discussion des affaires pétrolières. Ils ont créé leur propre magazine, Neftyanoe, une bibliothèque, une école, un hôpital et une pharmacie. Pendant six ans, le congrès du Council of Oil Extractors a été dirigé par Ludvig Nobel.
L'industrie pétrolière a grandement influencé l'aspect architectural de Bakou en tant que ville moderne. Des institutions administratives, sociales et municipales sont établies, qui à leur tour décident de l'éclairage de la ville, des routes, des rues, des bâtiments, des stations téléphoniques et des chariots tirés par des chevaux. Des jardins et des parcs ont été aménagés et des hôtels, des casinos et de beaux magasins ont été construits.
Les droits exclusifs de développement des gisements pétroliers de Bakou étaient entre les mains d'entreprises enregistrées en Russie, et ce n'est qu'en 1898 que des sociétés étrangères obtiennent le droit d'explorer et de développer des champs pétrolifères et de participer à un appel d'offres annuel. Entre 1898 et 1903, les compagnies pétrolières britanniques investissent 60 millions de roubles dans les champs pétrolifères de Bakou.

## Premier boom pétrolier
En 1871, Ivan Mirzoev, alors monopoliste de l'otkupchina, construit le premier derrick en bois suivi d'un autre l'année suivante. Le forage a été effectué primitivement avec un bras d'équilibrage, un caprice[Quoi ?] et une pompe manuelle.

### Production d'huile
Les principales régions productrices de pétrole étaient situées près de Bakou à Sabountchou, Sourakhany et Bibi-Heybat. Jusqu'au début du XXe siècle, la région de Sabountchou produisait 35 % du pétrole de Bakou et la région de Bibi-Heybat en produisait 28 %, suivie par les régions de Ramany et de Balakhany.
Les capitaux étrangers ont dominé l'industrie pétrolière de la Russie pré-révolutionnaire. À la veille de la Première Guerre mondiale, trois sociétés (« Russian General Oil Company », « Royal Dutch Shell » et « Partnership of Nobel Brothers ») détenaient 86 % du capital et contrôlaient 60 % de la production pétrolière. En 1903, 12 entreprises anglaises avec un capital de 60 millions de roubles fonctionnaient dans la région de Bakou. En 1912, Anglo-Dutch Shell obtint 80 % des parts de la société « Mazut » de la Caspienne-Mer Noire, qui avait appartenu à De Rothschild Frères. D'autres entreprises britanniques ont acheté des opérations pétrolières à Hadji Zeynalabdin Taghiyev.
En 1898, l'industrie pétrolière russe produisait plus que le niveau de production pétrolière des États-Unis. À l'époque, environ 8 millions de tonnes étaient produites (160 000 barils (25 000 m3) de pétrole par jour). En 1901, Bakou produisait plus de la moitié du pétrole mondial (11 millions de tonnes ou 212 000 barils (33 700 m3) de pétrole par jour) et 55 % du pétrole russe. Environ 1,2 million de tonnes de kérosène de Bakou ont également été vendues à l'étranger.

## Révolution et République soviétique

### LaSeconde Guerre mondiale
Entre 1939 et 1940, lorsque l'Union Soviétique fournissait du pétrole à l'Allemagne nazie, la Grande-Bretagne et la France ont planifié une offensive stratégique majeure de bombardement appelée Opération Pike pour détruire les installations de production de pétrole à Bakou.

## Le Fonds pétrolier d'État d'Azerbaïdjan
Le Fonds pétrolier d'État d'Azerbaïdjan a été fondé le 29 décembre 1999 par le décret de l'ancien président Heydar Aliyev et a commencé à fonctionner en 2001. Il s'agit d'un fonds souverain qui permet de sauver les revenus excédentaires de l'industrie pétrolière. Les principaux objectifs du Fonds sont de maintenir la stabilité macroéconomique et de réduire la dépendance vis-à-vis des revenus pétroliers et gaziers et de favoriser le développement du secteur non pétrolier, d'économiser des revenus pour les générations futures et de financer les principaux projets.
Le montant approximatif des réserves financières du Fonds est de 34,7 milliards de dollars. Les actifs du Fonds peuvent être utilisés pour des projets d'infrastructure stratégiquement importants, mais pas pour des emprunts publics. La répartition d'actifs cible stricte du Fonds diminue les risques d'investissement. Les fonds proviennent principalement de la « State Oil Company d'Azerbaïdjan ».
Les principaux projets financés par le Fonds
- Oléoduc Bakou-Tbilissi-Ceyhan
- Ligne Bakou-Tbilissi-Kars
- Gazoduc trans-anatolien
- Système d'approvisionnement en eau Oguz-Gabala-Baku
- Système d'irrigation Samour-Abcheron